# فاليري جورجييف
فاليري جورجييف (بالبلغارية: Валери Георгиев)‏ هو لاعب كرة قدم بلغاري في مركز الدفاع، ولد في 28 يوليو 1984 في بلاغويفغراد في بلغاريا. لعب مع فيهرين ساندانسكي ونادي لوكوموتيف بلوفديف.

## وصلات خارجية
- فاليري جورجييف على موقع قاعدة بيانات كرة القدم.إي يو (الإنجليزية)
- فاليري جورجييف على موقع Soccerway.com (الإنجليزية)